# C/1987 B1 Nishikawa-Takamizawa-Tago
C/1987 B1 (Nishikawa-Takamizawa-Tago) è una cometa a lunghissimo periodo pertanto è classificata come cometa non periodica. Per la sua relativamente piccola MOID in passato è stata ritenuta essere il possibile corpo progenitore dello sciame meteorico delle Epsilon Geminidi .
È da ricordare che la cometa fu scoperta anche da altri due astrofili giapponesi, Shigeo Mitsuma e Jurō Kobayashi, ma in base alle vigenti regole per l'attribuzione dei nomi alle comete solo i primi tre scopritori poterono dare il loro nome alla cometa .